# Juha Itkonen
Juha Heikki Itkonen, né le 8 juin 1975 à  Hämeenlinna, est un écrivain finlandais,.

## Œuvres

### Romans
- (fi) Myöhempien aikojen pyhiä, Helsinki, Tammi, 2003 (ISBN 951-31-2756-7)
- (fi) Anna minun rakastaa enemmän, Helsinki, Teos, 2005 (ISBN 951-851-061-X)
- (fi) Kohti, Helsinki, Otava, 2007 (ISBN 978-951-1-21946-0)
- (fi) Seitsemäntoista, Helsinki, Otava, 2010 (ISBN 978-951-1-24579-7)
- (fi) Hetken hohtava valo, Helsinki, Otava, 2012 (ISBN 978-951-1-26465-1)
- (fi) Ajo, Helsinki, Otava, 2014 (ISBN 978-951-1-28215-0)
- (fi) Palatkaa perhoset, Helsinki, Otava, 2016 (ISBN 978-951-1-29580-8)

### Pièces de théâtre
- Kone (2010), KOM-teatteri (fi)
- Hämeenlinna (2013), Q-teatteri (fi)

### Autres
- (fi) Juha Itkonen et Maija Itkonen, Topsi ja tohtori Koirasson (livre pour enfants), Helsinki, Otava, 2007 (ISBN 978-951-1-21981-1)
- (fi) Huolimattomia unelmia (Nouvelles), Helsinki, Otava, 2008 (ISBN 978-951-1-22410-5)

## Prix
- Prix Kalevi Jäntti , 2003
- Prix de la littérature de l'État finlandais, 2006
- Prix conjoint du grand Club du livre finlandais et de l'union des écrivains finlandais, 2008
- Prix Nuori Aleksis , 2008
- Prix Veijo Meri, 2013